# Agnelo Alves
Agnelo Alves (Ceará-Mirim, 16 de julho de 1932 — São Paulo, 21 de junho de 2015) foi um jornalista e político brasileiro.

## Biografia
Agnelo Alves, filho de Manoel Alves Filho e Maria Fernandes Alves, nasceu em 16 de julho de 1932, em Ceará-Mirim. Na infância foi acometido por uma enfermidade pulmonar na infância. Na juventude, Agnelo ingressou no Jornal Tribuna do Norte, colaborando inicialmente como jornalista antes de se tornar um profissional da área.
Em 1955, iniciou sua carreira pública como Chefe de Gabinete do Dr. Reginaldo Fernandes no Serviço Nacional de Tuberculose, no Rio de Janeiro. Durante sua estadia na cidade, trabalhou em diversos periódicos como Tribuna da Imprensa, Diário Carioca, Jornal do Brasil e Diário de Pernambuco. Retornando a Natal, Agnelo dedicou-se à campanha eleitoral de seu irmão, Aluízio Alves, que se tornaria governador.
Após a vitória eleitoral de Aluízio, Agnelo foi convidado por Jânio Quadros para integrar sua assessoria de imprensa em Brasília, junto a Carlos Castelo Branco e José Aparecido de Oliveira. Contudo, um convite para assumir a Chefia do Gabinete Civil do Governo Estadual do Rio Grande do Norte, feito por Manoel de Medeiros Brito, mudou seus planos.
No governo de Aluízio Alves, Agnelo ocupou diversas funções, incluindo a presidência da FUNDHAP, onde implantou o projeto pioneiro da Cidade da Esperança, destinada à habitação popular no Brasil. 
No campo literário, escreveu dois livros: “Crônicas de Outros Tempos e Circunstâncias”, e o segundo
apresentando sua experiência administrativa: “Parnamirim e Eu”.
Foi membro de uma das famílias mais influentes do Rio Grande do Norte: irmão de Aluízio Alves, de Garibaldi Alves, pai de Carlos Eduardo Alves e tio de Henrique Eduardo Alves e Garibaldi Alves Filho.

### Prefeitura do Natal
Eleito prefeito de Natal pelo voto popular em 1965, governou de 1966 até 1969 pelo MDB. Durante sua gestão, implementou um arrojado plano de obras na cidade. Em 1968, sua administração foi interrompida pelo Ato Institucional nº 5 (AI-5). Deposto e preso em uma unidade militar em maio de 1969, teve seus direitos políticos cassados. Submetido a prisões e interrogatórios, Agnelo enfrentou 17 inquéritos, sendo inocentado em todos. Durante esse período, utilizou estratégias diversas para manter sua influência política, incluindo a presidência do Conselho Deliberativo do ABC Futebol Clube e a publicação de artigos na Tribuna do Norte sob pseudônimo "Neco", onde também atuou como redator e editor.
Anteriormente, seus irmãos Aluízio Alves e Garibaldi Alves também haviam sido cassados. Uma das obras destacadas de sua gestão foi o Estádio de Lagoa Nova, que, durante o regime militar, foi batizado de "Castelão" em homenagem ao ex-presidente Humberto de Alencar Castelo Branco e mais tarde rebatizado de Machadão em homenagem ao advogado e cronista esportivo João Cláudio de Vasconcelos Machado.

### Banco do Nordeste
Agnelo participou ativamente da campanha de seu irmão Aluízio Alves para o governo em 1982. Apesar do esforço, a campanha não teve sucesso. Posteriormente, Agnelo engajou-se na campanha das Diretas Já, um movimento cívico-democrático que defendia a eleição direta para presidente da República em 1985. Com a derrota da emenda Dante de Oliveira no Congresso Nacional, Agnelo continuou ao lado do irmão Aluízio.
Tancredo Neves foi eleito presidente, mas não assumiu o cargo devido a complicações pós-cirúrgicas que resultaram em sua morte trinta dias depois. O vice-presidente José Sarney, amigo próximo de Aluízio e Agnelo, assumiu a presidência. Essa amizade levou à nomeação de Agnelo como diretor-geral do Banco do Nordeste (BNB), com sede em Fortaleza.
Após cumprir sua missão no governo federal, Agnelo retornou às atividades políticas como proprietário de uma rádio FM em Parnamirim, onde passou a fazer contatos políticos frequentes com antigos aliados. Em 1996, disputou a prefeitura do município, mas foi derrotado por Raimundo Marciano por uma diferença apertada de 968 votos. 

### Senado da República
Nas eleições para o Senado em 1998, Alves foi escolhido pelo PMDB como suplente do candidato Fernando Bezerra (PMDB), que foi eleito. Em 1999, Bezerra foi convidado para o Ministério da Integração Nacional no governo de Fernando Henrique Cardoso e licenciou-se do Senado. Com isso, Agnelo Alves assumiu sua vaga até 2000, quando decidiu disputar novamente a Prefeitura de Parnamirim. No Senado, o segundo suplente, Tasso Rosado, assumiu a vaga deixada por Agnelo Alves.

### Prefeitura de Parnamirim[4]
Na eleição de 2000, derrotou o então prefeito Raimundo Maciano 
(PPB), que tentava a reeleição, com uma maioria de mais de dez mil votos e foi eleito prefeito de Parnamirim.
Ao assumir a gestão, Agnelo  editou um plano de metas, inspirado no slogan de Juscelino Kubitschek: "Quarenta anos em quatro". Uma das primeiras medidas adotadas pelo prefeito foi instituir painéis em áreas urbanas e nos distritos para expor publicamente o balancete mensal da prefeitura, incluindo receitas e despesas. Esse movimento visava permitir que os cidadãos acompanhassem a situação financeira do município de forma transparente, além de informar sobre o saldo disponível, que seria utilizado em benefício da população.
Em 2004, pelo PSB, ele foi reeleito com mais de 70% dos votos, garantindo uma vantagem de mais de dez mil votos sobre seu principal adversário, o ex-prefeito Raimundo Marciano.
Durante seus oito anos de mandato, foram quase mil ruas pavimentadas, construídas 13 novas escolas do ensino fundamental e inaugurados 12 centros infantis. Além disso, 25 unidades básicas de saúde foram reformadas e ampliadas, e um novo hospital maternidade foi inaugurado, oferecendo dez leitos de UTI neonatal. A população passou a ter acesso a exames de média e alta complexidade.
A gestão de Agnelo Alves também iniciou as obras do esgotamento sanitário, divididas em quatro etapas para atender os moradores dos bairros de Liberdade, Primavera, Centro, Nova Parnamirim, Emaús e Parque Industrial. Durante seu governo, a taxa de mortalidade de crianças até cinco anos de idade caiu mais de 60%, de 45,9 para 16,2, segundo o Atlas do Desenvolvimento Humano.
Ao fim do mandato, com aprovação de 92%, lançou o então vice-prefeito, Maurício Marques, candidato a sucessão, pelo PDT. Marques foi eleito com 35.661 votos (50,94%) contra o comunicador Gilson Moura (PV) que obteve 32.988 votos (47,12%).

### Assembleia Legislativa
Já filiado ao PDT, elegeu-se Deputado Estadual em 2010, sendo reeleito em 2014. Como parlamentar, Agnelo apresentou uma série de requerimentos e projetos de notória relevância. Um exemplo notável é a Emenda Constitucional n° 14/2015, que modificou o artigo 107 da Constituição Estadual para estabelecer a execução obrigatória da programação orçamentária das emendas parlamentares no Orçamento Geral do Estado. A proposta, de sua autoria, foi introduzida na Assembleia Legislativa do Rio Grande do Norte em 2014 e foi aprovada por unanimidade pelo plenário da Casa em 2015, entrando em vigor em 30 de abril.
Além disso, em 2011, como presidente da Comissão de Constituição, Justiça e Redação, uma das mais relevantes da Casa Legislativa, Agnelo Alves foi fundamental para dinamizar os trabalhos do grupo, zerando o passivo de projetos pendentes para apreciação. Ao longo de sua trajetória no Legislativo potiguar, o deputado apresentou mais de trinta matérias, incluindo requerimentos, projetos de lei, projetos de emenda constitucional e projetos de resolução.
Em 21 de junho de 2015, Agnelo Alves veio a falecer em São Paulo, vítima de um câncer. Ele estava internado no hospital Sírio Libanês, onde tratava um quadro de infecção respiratória, além de combater um câncer no esôfago há três anos.

### Desempenho em eleições
| Ano  | Eleição                         | Coligação                                        | Partido | Candidato a                             | Votos   | %      | Resultado  |
| ---- | ------------------------------- | ------------------------------------------------ | ------- | --------------------------------------- | ------- | ------ | ---------- |
| 1965 | Municipal de Natal              | PSD e PTB                                        | PSD     | Prefeito                                | 33.302  | 60,53% | Eleito     |
| 1996 | Municipal de Parnamirim         | PMDB, PL, PRN e PSD                              | PMDB    | Prefeito                                | 14.427  | 42,63  | Não Eleito |
| 1998 | Estadual no Rio Grande do Norte | PMDB, PPB, PPS, PSD, PAN, PMN, PRN, PRTB e PTdoB | PMDB    | 1º Suplente do Senador Fernando Bezerra | 539.197 | 52,34  | Eleito     |
| 2000 | Municipal de Parnamirim         | PMDB, PSDB, PPB, PPS, PSB e PSD                  | PMDB    | Prefeito                                | 28.574  | 61,07  | Eleito     |
| 2004 | Municipal de Parnamirim         | PDT, PMDB, PSL, PTN, PSB, PSDB, PTdoB e PCO      | PSB     | Prefeito                                | 43.400  | 72,86  | Eleito     |
| 2010 | Estadual no Rio Grande do Norte | PDT, PCdoB e PRP                                 | PDT     | Deputado Estadual                       | 30.995  | 1,96   | Eleito     |
| 2014 | Estadual no Rio Grande do Norte | PMDB, PSB, PR, DEM, PDT, SD e PROS               | PDT     | Deputado Estadual                       | 37.768  | 2,47   | Eleito     |